# Automatisches Deformationsmonitoring
Ein automatisches Deformationsmonitoring besteht aus einer Gruppe interaktiver, zusammenhängender oder unabhängiger Software- und Hardware-Komponenten, die in der Gesamtheit einen Komplex zum Deformationsmonitoring bilden. Sobald die notwendigen Komponenten installiert und zur Datenübertragung vorbereitet sind, ist kein weiterer Eingriff von Personen nötig. Automatische Systeme für das Deformationsmonitoring können dazu beitragen, Menschenleben zu retten und hohe finanzielle Verluste für die Infrastruktur und Wirtschaft zu verhindern.

## Komponenten eines automatischen Deformationsmonitoringsystems
Zu einem automatischen Deformationsmonitoringsystem gehören:
- Beratung
- Sensoren
- Kommunikation
- Software zur Datenerfassung einschließlich Datenmanagement
- Deformationsanalyse.

## Beratung
Vor dem Aufbau eines Systems sind eine Reihe von Beratungen notwendig, die von einem Vor-Ort-Termin zur Analyse der örtlichen Begebenheiten und Zusammentragen der Anforderungen bis zu detaillierten Ausarbeitung der Auswahl der geeigneten Mess-Sensoren reichen. Dazu gehören auch die Installation, Stromversorgung, Kommunikation, Server-Installation, die Software zur Datenerfassung- und übertragung, Betrieb und Wartung des Systems.

## Sensoren

Automatisches Deformationsmonitoring mit einem motorisierten Tachymeter

Um alle möglichen Anwendungen abzudecken, muss ein automatisches Deformationsmonitoringsystem alle geodätischen und geotechnischen Mess-Sensoren unterstützen, die für die Überwachung benötigt werden.
- Geodätische Mess-Sensoren erfassen georeferenziert mögliche Verschiebungen oder Bewegungen in Lage und/oder Höhe. Dazu werden Instrumente wie Totalstationen, Nivelliere und Empfänger für Globale Navigationssatelliten-Systeme (GNSS) eingesetzt.
- Geotechnische Mess-Sensoren erfassen Verschiebungen oder Bewegungen nicht georeferenziert, sondern messen physikalische Eigenschaften. Zu diesen Sensoren zählen Extensometer, Piezometer, Niederschlagsmesser, Thermometer, Barometer, Neigungsmesser, Beschleunigungssensoren, Seismographen usw. Weitere Informationen siehe Geotechnische Sensoren.
- Andere Mess-Sensoren, wie z. B. Radarmessgeräte.

## Kommunikation
Zwischen den Mess-Sensoren und der Software zur Datenerfassung gibt es, abhängig von der Entfernung, Übertragungsrate und Kosten, ein breites Spektrum an Medien zur Datenkommunikation:
- serielle Verbindungen (RS-232, RS-485, USB, Glasfaser)
- Ethernet (LAN)
- drahtlose Netzwerke (WLAN, Bluetooth, ZigBee)
- mobile Kommunikation (GSM, GPRS, UMTS, LTE, WiMAX)

## Software zur Datenerfassung einschließlich Datenmanagement
Die Software ist das Kernstück des Monitoringsystems, denn es spielt die Schlüsselrolle bei der Datenerfassung mit den damit verbundenen Mess-Sensoren. Sie zeichnet die Daten auf, errechnet Ergebnisse, visualisiert mögliche Verschiebungen und sendet eine Nachricht an zuständige Personen, wenn vorgegebene Grenzwerte überschritten werden.
Im Gegensatz dazu muss der Betreiber oder Anwender über ausreichende Fachkenntnis und Erfahrung verfügen, um die richtige Entscheidung bei Bewegungen zu treffen, d. h. eine unabhängige Prüfung durch Vor-Ort-Inspektionen, rückwirkende Kontrollen, wie z. B. bauliche Instandsetzung. Darin enthalten ist auch der Notfallschutz, zu dem das Abschalten des Betriebs, Eindämmen des Prozesses und im besonderen Fall auch die Evakuierung gehören.
Zu den eingesetzten Monitoring-Systemen gehören:
- Hochschule Karlsruhe – Technik und Wirtschaft – GOCA[1]
- Hochschule Neubrandenburg – DABAMOS[2] (Open Source)
- Leica Geosystems – GeoMoS[3]
- MSP – RAPID ADMS[4] (für Sensoren der Unternehmen Sokkia und Topcon)
- Technische Universität München – MoSTUM[5]
- Technische und Wirtschaftswissenschaftliche Universität Budapest – Ulyxes[6] (Open Source)
- Trimble Navigation – 4D Control[7]
- VMT GmbH – MODUS Deformationsmonitoring[8]

## Deformationsanalyse
Die Deformationsanalyse beschäftigt sich mit der Berechnung und Auswertung und der statistischen Signifikanz der gemessenen Verschiebungen. Die Analyse kann dabei visuell durch eine Zeitachse, eine Streudiagramm, Vektor- und andere Grafiken sowie numerische Darstellungsmöglichkeiten. Die numerische Deformationsanalyse erfolgt direkt in einer Netzausgleichung.